# European Association of Geoscientists and Engineers
 (novembre 2018).
L’European Association of Geoscientists and Engineers (EAGE), en français littéralement « Association européenne des géoscientifiques et ingénieurs », est une organisation à but professionnel qui permet de réunir des ingénieurs et chercheurs en sciences de la Terre issus d'institutions académiques ou commerciales. L'EAGE s'organise en trois branches d'activités :
- Oil & Gas, pour le secteur pétrolier ;
- Near surface, concernant principalement le secteur minier, les études environnementales et la géotechnique ;
- Sustainable Energy, créée en 2023 pour accompagner le développement des énergies renouvelables.

L'EAGE organise chaque année pour ses membres un grand congrès dans une ville européenne. Outre la présentation des grandes compagnies pétrolières, ces rassemblements sont aussi l'occasion de conférences et de présentations de posters scientifiques sur les thèmes des ressources et des réservoirs. Les étudiants inscrits peuvent aussi bénéficier de cours sur des sujets spécifiques et de multiples autres activités.

## Histoire
L'EAGE a été créée en 1951 par des géophysiciens avec pour credo Quaere et Invenies (« Cherchez et vous trouverez »). Cependant avec le développement du marché du pétrole, l'association a décidé d'inclure les compagnies de ce secteur. Aujourd'hui l'EAGE compte parmi ses membres des chercheurs en géophysique ou en géologie, de grandes entreprises comme Schlumberger, Total ou encore Halliburton mais aussi de plus petites qui se concentrent sur l'innovation.